# Sweet Boy
Sweet Boy es una película de 2016 dirigida por Niroon Limsomwong y Sathanapong Limwongthong.

## Sinopsis
Nack es un chico de 17 años que perdió a su padre y cuya vida está toda centrada en el aprendizaje. Su madre siempre trabaja hasta tarde y siempre llega con retraso, haciendo que el chico esté solo. Comienza su último año de secundaria, donde comienza a sentirse aún más solo y bajo presión.  A medida que se acerca la superación del bachillerato y los exámenes de ingreso a la universidad, comienza a aprender sobre el amor y el sexo por primera vez en su vida. Tiene que enfrentar las preguntas sobre la moralidad de su amor homosexual. Que va a hacer?

## Reparto
- Nack, interpretado por Wachirawit Ruangwiwat "Chimon".
- Toy, interpretado por Natchakal Reungrong "Palm".
- Petch, interpretado por Thanwa Heffels "Christian".